# The gem of life
The gem of life of 珠光寶氣 is een opkomende grote productie van TVB. Het is een televisieserie en werd in Hongkong, Qingdao, Peking, Shanghai, Thailand, Londen, Parijs en Tibet gefilmd. De serie is in oktober 2008 begonnen met uitzenden.

## Rolverdeling
- Bowie Lam als Calvin Ko Sheung-Shing
- Moses Chan als Ho Chit-Nam
- Gigi Lai als Hong Nga-Tung
- Ada Choi als Hong Nga-Sze
- Maggie Siu als Hong Nga-Yin
- Bosco Wong als William Ho Tai-Chuen
- Linda Chung als Sung Chi-Ling
- Wong Hei als Shek Tai-Wor 石泰禾
- Kenny Wong als Yau Yat-Tung
- Louise Li als Hong-Bak Siu-Yau 康白筱柔
- Eddie Kwan als So Wai
- John Chiang als Hong Ching-Yeung 康青楊
- Elliott Yue als Ho Fung (Martin) 賀峰
- Lau Dan als Suen Wai-Dak 孫懷德
- Chan Hung Lit
- Helen Ma
- Rebecca Chan als Yan Wai-Ting (Melissa) 虞葦庭
- Florence Kwok
- Li Fung
- Carrie Lam

Best selling secrets 同事三分親 · Legend of the demigods 搜神傳 · Wars of in-laws II 野蠻奶奶大戰戈師奶 · Wasabi mon amour 和味濃情 · The master of tai chi 太極 · A journey called life 金石良缘 · The silver chamber of sorrows 銀樓金粉 · The money-maker recipe 師奶股神 · Dressage to win 盛裝舞步愛作戰 · Speech of silence 甜言蜜語 · When a dog loves a cat 當狗愛上貓 · Your class or mine 尖子攻略 · The four 少年四大名捕 · Survivor's law II 律政新人王II · The gentle crackdown II 秀才愛上兵 · The seventh day 最美麗的第七天 · D.I.E. 古靈精探 · Catch me now 原來愛上賊 · Forensic heroes II 法證先鋒II · Love exchange 疑情別戀 · Last one standing 與敵同行 · Moonlight resonance 溏心風暴之家好月圓 · The gem of life 珠光寶氣 · When Easterly Showers Fall on the Sunny West 東山飄雨西關晴 · Off pedder 畢打自己人 · Pages of treasures Click入黃金屋